# ТЕС Шукайк II
17°39′32″ пн. ш. 42°4′39″ сх. д. / 17.65889° пн. ш. 42.07750° сх. д.
ТЕС Шукайк II — теплова електростанція на західному узбережжі Саудівської Аравії.
У 2011 році на майданчику станції ввели в дію три парові турбіни потужністю по 340 МВт. До складу комплексу також входять 16 ліній з опріснення, які використовують технологію зворотного осмосу та можуть сукупно продукувати 212 тис м3 води на добу. Враховуючи комплексний характер проекту, його чиста електрична потужність рахується лише як 850 МВт.
ТЕС споруджена з розрахунку на спалювання нафти.
Для охолодження використовують морську воду.
Видача продукції відбувається по ЛЕП, що працює під напругою 380 кВ. 
Проект реалізували через Shuqaiq Water and Electricity Company (SqWEC), інвесторами якої виступили ACWA Power (32%), Public Investment Fund (32%), Gulf Investment Corporation (GIC, 20%), Arab Petroleum Investments (8%) та Saudi Electricity Company (8%). В 2022 році частку ACWA Power викупила Al Jomaih Energy and Water Company.